# Dichaetura
Dichaeturidae
Famille
Genre
Synonymes
- Chaetura Metschnikoff, 1865 nec Stephens, 1826

Dichaetura, unique représentant de la famille des Dichaeturidae, est un genre de gastrotriches.

## Liste des espèces
Selon World Register of Marine Species (23 juin 2025) :
- Dichaetura capricornia (Metschnikoff, 1865)
- Dichaetura filispina Suzuki, Makeda & Furuya, 2013
- Dichaetura piscator (Murray, 1913)
- Dichaetura surreyi Martin, 1990

## Systématique
Chaetura Metschnikoff, 1865, préoccupé par Chaetura Stephens, 1826, a été remplacé par Dichaetura par Lauterborn en 1913.
La famille des Dichaeturidae a été décrite en 1927 par Remane.

## Publications originales
- Famille des Dichaeturidae :
  - (de) Remane, « Beiträge zur Systematik der Süßwassergastrotrichen », Zoologische Jahrbücher Abteilung für Systematik, Geographie und Biologie der Tiere, 1927, vol. 53, p. 269-320.
- Genre Chaetura (synonyme de Dichaetura) :
  - (de) Metschnikoff, « Ueber einige wenig bekannte niedere Thierformen », Zeitschrift für wissenschaftliche Zoologie, 1865, vol. 15, p. 450-463 [lire en ligne].
- Genre Dichaetura :
  - (de) Lauterborn, « Gastrotricha », Handwörterbuch der Naturwissenschaft, Jena, Gustav Fischer, 1913, vol. 4, p. 621-623 [lire en ligne].